# Trần Thị Lan
Trần Thị Lan (? - 1802) là một nữ tướng dưới triều Tây Sơn, bà là tùy tướng của Bùi Thị Xuân, cùng các nữ tướng khác được gọi là Tây Sơn ngũ phụng thư.
Sau này bà trở nên giàu có, lấy danh tướng Nguyễn Văn Tuyết làm chồng

## Sự nghiệp
Trần Thị Lan là người thôn Trường Định, huyện Tuy Viễn, phủ Quy Nhơn (nay là thôn Trường Định, xã Bình Hòa, huyện Tây Sơn, tỉnh Bình Định), con Trần Kim Báu, cháu nội danh sư Trần Kim Hùng.
Bà có người chị Trần Thị Huệ là hoàng hậu của Nguyễn Nhạc.
Khi Trần Thị Lan lên ba thì mẹ bà qua đời, ông Trần Kim Báu buồn gởi hai con cho ông bà nội Trần Kim Hùng, một thân dấn bước giang hồ. Lớn lên, Thị Huệ theo bà nội học nữ công, Thị Lan theo ông nội học võ nghệ, có tài về kiếm thuật và luyện thân lanh lẹ như chim én nên tự hiệu là Ngọc Yến. Võ sư Trần Kim Hùng rất yêu quý, đi đâu cũng đem theo.
Trần Kim Báu vào đến Bình Khương (tức Khánh Hòa sau này) mở trường dạy võ tại huyện Quảng Phước (tức Vạn Ninh) cưới vợ địa phương sanh được một trai tên là Trần Kim Sư. Khi lên hai thì cha mất. Kim Sư sống cùng với mẹ.
Võ sư Kim Hùng được tin con mất đem hai cháu vào thọ tang. Lúc ấy Thị Huệ đã mười bảy, Thị Lan lên mười hai. Tang lễ xong lão sư đem hai cháu gái về xứ. Lúc về cũng như lúc đi, lão sư bày việc mãi võ để vừa nghỉ chân vừa kiếm tiền lệ phí.
Về đến Gò Chàm lão sư gặp Nguyễn Văn Tuyết. Biết Tuyết là người có tài, lão sư về nhà giao hai cháu cho vợ rồi cùng Tuyết đi vân du.
Sau đó Trần Thị Huệ kết duyên cùng Nguyễn Nhạc. Nghe tiếng Bùi Thị Xuân võ nghệ cao cường, Thị Lan theo chị lên kết bạn cùng Bùi nữ tướng. Bà làm quen với nữ tướng Bùi Thị Xuân qua một dịp cứu giúp một nữ kỵ sĩ của bà Xuân khỏi con ngựa phát cuồng trong lúc tập luyện cưỡi ngựa bắn cung:
Trên một vùng gò rộng rãi, dưới sự giám sát của nữ tướng Bùi Thị Xuân, toán nữ binh đang phi ngựa bắn vào hồng tâm các tấm bia cách đó chừng 30 thước. Cuộc tập dợt đang độ sôi nổi thì bỗng nhiên một con ngựa dở chứng lồng lên mang nữ kỵ sĩ chạy quanh võ trường. Dù tìm đủ mọi cách, người cưỡi ngựa không thể nào kìm nổi con ngựa chứng.
Đột nhiên trong đám người đứng xem chạy vụt ra một bóng người áo trắng, nhẹ nhàng nhảy lên ngồi phía sau người kỵ mã, tay cướp lấy dây cương, chân kẹp chắc vào bụng ngựa. Ngựa bỗng chồm hai chân trước, đứng thẳng lưng hòng hất hai người xuống đất nhưng dây cương đã siết chặt hông ngựa như bị kiềm sắt khóa cứng. Cuối cùng, ngựa cuồng đành phải ngoan ngoãn đứng yên. Từ đó bà ở lại cùng Bùi Thị Xuân huấn luyện nữ binh.
Nguyễn Văn Tuyết, sau khi theo thầy Trần Kim Hùng học thành tài, trở về Tuy Viễn, những mong cứu đồng bào ra khỏi ách chuyên chế của chúa Nguyễn, song không biết làm cách nào đành ôm ấp mộng mà chờ người đồng khí đồng phương.
Năm 1771, Kịp nghe tin Tây Sơn Vương chiêu mộ hào kiệt, Tuyết liền lên sơn trại đầu quân. Tại đây Tuyết gặp lại cô cháu gái của Trần sư phụ là Trần Thị Lan và kết hôn với cô.
Năm 1778, Nguyễn Nhạc xưng đế. Trần Thị Lan chỉ huy 1 trong 4 lữ đoàn nữ binh thì do nữ tướng Bùi Thị Xuân tổ chức và điều khiển. Trần Thị Lan song kiếm tuyệt luân, côn quyền cũng xuất chúng. Ngày ngày lo huấn luyện nữ binh. Giảng dạy rất kỹ, thưởng phạt rất nghiêm. Võ nghệ của chị em ai nấy đều tinh luyện. Đứng xa nhìn chị em tập thì chẳng khác nhìn cánh đồng hoa trước gió nồm. Nhưng nếu bước đến gần thì sát khí đằng đằng đến lạnh mình dựng tóc.
Năm 1789, Trong trận chiến với quân Thanh, bà chiến đấu cùng đại đô đốc Nguyễn Văn Tuyết.
Năm 1792, Vua Quang Trung qua đời, bà và chồng đại đô đốc Tuyết phò tá vua Cảnh Thịnh. Sau này, bà cùng chồng ra Thăng Long phụ trách tuần phòng cho đến khi quân Nguyễn tấn công ra Bắc Hà.
Năm 1802, quân Nguyễn tấn công Bắc Hà, Đại Đô Đốc Nguyễn Văn Tuyết và phu nhân là bà Trần Thị Lan đưa Vua Cảnh Thịnh và thái hậu Bùi Thị Nhạn sang sông Nhị Hà chạy lên vùng núi phía Bắc.
Đoàn Ngự giá đến Xương giang, đêm nghỉ ngơi nhà dân địa phương, bị kẻ bất lương đi cáo giác. Quân nhà Nguyễn kéo đến vây đánh. Hai ông bà Đô Đốc Tuyết phá được vòng vây, phò xa giá chạy được mươi dặm nữa thì quân nhà Nguyễn do Lê Chất chỉ huy đuổi kịp. Đô Đốc Tuyết truyền phu nhân phò Ngự giá chạy trước, còn mình thì kịch chiến cùng Lê Chất. Một mình tả xông hữu đột, một phát súng bắn trúng, Đô Đốc Tuyết tử trận.
Quân Nguyễn liền đuổi theo Ngự giá. Trần phu nhân hết sức chống cự, nhưng ít không thắng nổi đông, cả đoàn đều bị bắt. Không thể để địch làm nhục, phu nhân liền tự sát cùng với Thái Hậu Bùi Thị Nhạn.